# NGC 3275A
NGC 3275A је спирална галаксија у сазвежђу Шмрк (Пумпа) која се налази на NGC листи објеката дубоког неба.
Деклинација објекта је - 36° 41' 41" а ректасцензија 10h 30m 4,1s. Привидна величина (магнитуда) објекта NGC 3275 износи 14,2 а фотографска магнитуда 15,1. NGC 3275A је још познат и под ознакама ESO 375-46, PGC 30952.